# Ermita de la Paz (Cáceres)
La ermita de la Paz es una ermita del siglo XVIII ubicada en la ciudad española de Cáceres. Se ubica en la Plaza Mayor de la ciudad, adosada a un muro lateral de la torre de Bujaco, muy cerca del lienzo occidental de la muralla de la ciudad monumental.
Finalizada en 1750, se alza sobre los restos de una capilla renacentista dedicada a San Benito. La cofradía de Nuestra Señora de la Paz pidió en 1720 permiso al obispo para reconstruir el templo y poder celebrar allí misa, en vez de en los ya abarrotados soportales. La costumbre de la época de asistir a misa diaria y la necesidad de no interrumpirla ni siquiera durante la celebración de los mercados obligaron a este hecho.
Tres arcos de medio punto sujetados por pilares de piedra forman su fachada, encerrada por una artística reja de Juan de Acedo. En el interior, una bóveda con pinturas y hechuras mudéjares alberga un retablo con una pequeña imagen de la Virgen con el Niño en brazos, realizada por Pedro Correa.